# Dipoena neotoma
Dipoena neotoma är en spindelart som beskrevs av Claude Lévi 1953. Dipoena neotoma ingår i släktet Dipoena och familjen klotspindlar. Inga underarter finns listade i Catalogue of Life.